# 岩崎電気
岩崎電気株式会社（いわさきでんき、Iwasaki Electric Co., Ltd.）は、東京都中央区に本社を置く照明機器を中心とする大手電機メーカー。

## 概要
戦時中の1944年（昭和19年）に電波探知機（レーダー）の部品製造のために創立される。戦後、平和産業へ転換し、照明分野へ進出。
1946年（昭和21年）に国産初となる白熱リフレクター電球「アイランプ」を開発し、ヒット。照明メーカーとしての足場を固める。「アイランプ」は現在においても、メーカーにかかわらず白熱リフレクターランプの一般名称として用いられているほどである。
屋外の大型照明灯などを主力とする。目の形に「EYE」の文字のマークで有名である。
なお名前が同じ「岩崎」であり、同業種の東証プライム上場企業岩崎通信機がある。創業者同士が兄弟であるが資本関係はない。
2023年にカーライル・グループにより買収され、現在の法人は旧岩崎電気の株式を取得したカーライル傘下のコスモホールディングスが商号変更したもので、旧岩崎電気は吸収合併されて解散している。

## 歴史
- 1944年（昭和19年）8月 - 東京都渋谷区代々木富ケ谷に岩崎電波工業株式会社として創立（資本金2百万円）。
- 1945年（昭和20年）9月 - 岩崎電気株式会社と改称
- 1951年（昭和26年）2月 - 本社を中央区日本橋1-5に移転。
- 1953年（昭和28年）1月 - 本社を港区芝新橋6-3に移転。
- 1958年（昭和33年）9月 - 本社を中央区京橋1-9に移転。
- 1960年（昭和35年）6月 - 埼玉県行田市に埼玉製作所が竣工
- 1962年（昭和37年）4月 - 本社を港区芝3-12-4に移転。
- 1970年（昭和45年）8月 - 東証一部上場。
- 1974年（昭和49年）6月 - 茨城県真壁郡大和村に茨城製作所が竣工。
- 2010年（平成22年）8月 - 本社を中央区日本橋馬喰町1-4-16に移転。
- 2019年（令和元年）10月 - 本社を中央区東日本橋1-1-7に移転。
- 2023年（令和5年）
  - 3月 - マネジメント・バイアウトの一環として、カーライル・グループ傘下のコスモホールディングス株式会社が株式公開買付けを実施し、88.18%の株式を取得[2][3]。
  - 6月 - 東証プライム市場上場廃止。株式併合によりコスモホールディングス株式会社の完全子会社となる[4]。
  - 10月 - コスモホールディングスが（旧）「岩崎電気株式会社」を合併すると同時に（新）「岩崎電気株式会社」に商号変更し、事業承継[5]。